# Arapaho (Oklahoma)
Pour les articles homonymes, voir Arapaho.
La ville américaine d’Arapaho est le siège du comté de Custer, dans l’État d’Oklahoma. Lors du recensement de 2000, elle comptait 748 habitants. Son nom provient de celui de l’ethnie amérindienne Arapaho.

## Source
- (en) Cet article est partiellement ou en totalité issu de l’article de Wikipédia en anglais intitulé « Arapaho, Oklahoma » (voir la liste des auteurs).